# MÁV-TRAKCIÓ Zrt.
A MÁV-TRAKCIÓ Zrt. magyar vasúti vontatási vállalkozás, a MÁV egyik leányvállalata volt, melyet a MÁV-START Zrt.-vel közösen alapított abból a célból, hogy átvegye a MÁV Zrt.-től a vasúti vontatási tevékenységet. A vasúttársaság 2014. január 1-jén beolvadt a MÁV-START Zrt.-be.

## Története
2008. január 1-jével MÁV-TRAKCIÓ Vasúti Vontatási Zártkörűen Működő Részvénytársaság néven önálló társaságba szervezte vontatási tevékenységét a MÁV Zrt.
A MÁV-TRAKCIÓ Vasúti Vontatási Zrt. előtársaságának megalapítása megtörtént, az előtársaságot 2007. október 24-ével a Cégbíróság bejegyezte.

### Vezérigazgatók
- 2008. január 1-jétől 2009. január 1-jéig: Zsákay László György
- 2009. január 1-jétől 2011. november 6-ig:[2] Márkus Imre
- 2011. november 7-től 2012. június 30-ig: Rácz Imre
- 2012. július 1-jétől: Ungvári Csaba

## A társaság felépítése
A MÁV-Trakció Zrt. jegyzett tőkéje 20 milliárd forint volt, amelyből 90%-ot a MÁV Zrt., 10%-ot pedig a MÁV-START Zrt. birtokolt. A működés megkezdését követően a jegyzett tőkét 29,8 milliárd forintra növelték. E tőkenövelésből mintegy 6 milliárd forint volt a készpénz, a fennmaradó mintegy 24 milliárd forint pedig a MÁV Zrt.-től került az új társaság birtokába eszközként. Ez elsősorban mozdonyokat jelent.
A társaság járműállománya jelentősen lecsökkent. Míg 10 éve körülbelül 1200 mozdonya volt a MÁV-nak, ma már csak 907 mozdony van állományban, melyből 461 villany-, 446 pedig dízelmozdony. A mozdonyok átlagéletkora meghaladja a 30 évet.

## Mozdonyállomány

### Villamosmozdonyok
| Darabszám | Gyártó     | Típus   | Gyártás éve | Maximális sebesség | Pályaszám |
| --------- | ---------- | ------- | ----------- | ------------------ | --- |
| 252       | Ganz–MÁVAG | MÁV V43 | 1963–1982   | 120 km/h           | 431 001, 002, 005–023, 025–031, 036–055, 057–063, 065–075, 077–083, 085–109, 111–120, 122–129, 131–135, 137–143, 145–154, 156, 157, 158, 163, 165, 166, 167, 173, 174, 176, 177, 179–183, 188–195, 198, 202–206, 208, 212, 214, 215, 217–219, 221, 223, 225, 226, 228–234, 237, 240, 246, 249, 253, 259, 261, 265, 271, 272, 274, 276, 279, 282–287, 289, 290, 294–298, 301, 306, 310, 314, 332, 334–342, 344, 346, 348–352, 354, 356, 357, 359, 361–372, 374, 375, 379 |
| 56        | Ganz–MÁVAG | MÁV V43 | 1963–1982   | 120 km/h           | 432 144, 160, 162, 171, 184, 199, 200, 213, 235, 236, 238, 241, 243, 244, 247, 248, 250, 251, 252, 254, 255, 256, 257, 258, 260, 262, 263, 264, 270, 273, 275, 277, 281, 291, 292, 293, 299, 300, 302, 303, 304, 307, 309, 311, 317, 318, 343, 345, 353, 355, 358, 360, 373, 376, 377, 378 |
| 30        | Ganz–MÁVAG | MÁV V43 | 1963–1982   | 120 km/h           | 433 159, 161, 170, 185, 187, 197, 201, 209, 210, 211, 216, 220, 222, 224, 227, 239, 242, 245, 268, 278, 280, 288, 305, 308, 312, 313, 315–316, 333, 347 |
| 42        | Ganz–MÁVAG | MÁV V63 | 1975–1988   | 120 km/h           | 630 004, 006–037, 039–042, 045–049 |
| 10        | Ganz–MÁVAG | MÁV V63 | 1975–1988   | 160 km/h           | 630 138, 143, 144, 150, 151, 152, 153, 154, 155, 156 |
| 60        | Ganz–MÁVAG | MÁV V46 | 1983–1991   | 80 km/h            | 460 001–060 |
| 10        | Siemens    | ES64U2  | 2002        | 160 km/h           | 470 001–010 |
| 25        | Bombardier | TRAXX   | 2011–2012   | 160 km/h           | 480 001–025 |

### Dízelmozdonyok
| Mennyiség (db) | Gyártó/Típus                                                                                         | Gyártás éve | Maximális sebesség | Pályaszám |
| -------------- | --- | ----------- | ------------------ | --- |
| 19             | Rába, Győr MÁV M28                                                                                   | 1955–1959.  | 30/50 km/h         | 288 102–108., 110–114., 122, 204–206., 208–210. |
| 52             | Ganz MÁV M44                                                                                         | 1956–1970.  | 80 km/h            | 448 032, 040, 043, 045, 048, 056–057., 062, 071–072., 076, 081, 102–104., 106, 112, 118, 120, 123–124., 130, 132, 136, 142, 146, 149, 152, 156–159., 202, 205, 207, 211, 214–215., 502–506., 508–509., 513–514., 517–518., 520, 522–523.                |
| 40             | Ganz MÁV M44 remotorizált                                                                            | 1956–1970.  | 80 km/h            | 448 401-440. |
| 4              | Ganz MÁV M31                                                                                         | 1958–1960.  | 62 km/h            | 231 015, 019, 038, 047 |
| 8              | Luhanszki Mozdonygyár MÁV M62 1520 mm nyomtávú, csak Záhony és környékén, a szélesnyomtávú hálózaton | 1965–1974.  | 100 km/h           | 628 501, 503, 505, 508–509., 517–519. |
| 43             | Luhanszki Mozdonygyár MÁV M62                                                                        | 1965–1974.  | 100 km/h           | 628 001, 053, 057, 072, 089, 096, 104, 108–109., 116, 120, 127, 144–146., 151, 157, 163, 165, 175, 178, 180, 187, 191, 194, 203, 204, 210, 213, 215, 223–224., 227–228., 230–232., 235, 254, 260, 265, 271–272.                                         |
| 34             | Luhanszki Mozdonygyár MÁV M62 remotorizált                                                           | 1965–1974.  | 100 km/h           | 628 301-334. |
| 17             | Ganz-MÁVAG MÁV M40                                                                                   | 1966–1970.  | 100 km/h           | 408 003, 006, 103, 105, 113, 115 201, 203, 220, 224–225., 228, 232, 235, 909–911. |
| 3              | Ganz-MÁVAG MÁV M40 remotorizált                                                                      | 1966–1970.  | 100 km/h           | 408 301–303. |
| 5              | Ganz-MÁVAG MÁV M32                                                                                   | 1972–1974.  | 60 km/h            | 232 006, 009, 027, 037, 048 |
| 69             | Ganz-MÁVAG MÁV M41                                                                                   | 1973.       | 100 km/h           | 418 102–106., 108–110., 112, 114–115., 117–118., 120, 122–123., 125–126., 128, 130–133., 135, 140, 142–146., 148–150., 152–157., 162–167., 170–172., 174–175., 177–178., 181, 183, 185, 187–188., 191, 193–194., 197–198., 200, 202–204., 208, 210–211. |
| 35             | Ganz-MÁVAG MÁV M41 remotorizált                                                                      | 1973.       | 100 km/h           | 418 301-335. |
| 41             | Uzinele 23 August (Augusztus 23. Művek), Bukarest MÁV M43                                            | 1974–1976.  | 30/60 km/h         | 438 006, 016, 023, 029, 031, 035–036., 038–039., 041, 044, 047, 052, 064, 067, 073, 077, 081–082., 085, 087–088., 093, 097–098., 100–101., 103, 107–109., 117, 124, 129, 133, 137, 142–143., 148–149., 159                                              |
| 2              | Uzinele 23 August (Augusztus 23. Művek), Bukarest MÁV M43 remotorizált                               | 1974–1976.  | 30/60 km/h         | 438 201–202. |
| 74             | Uzinele 23 August (Augusztus 23. Művek), Bukarest MÁV M47 remotorizált                               | 1974–1976.  | 35/70 km/h         | 478 201-240., 301-334. |